# I.T.
I.T. (Brasil: Invasão de Privacidade  ) é um filme de suspense de 2016 dirigido por John Moore e escrito por Dan Kay e William Wisher. É estrelado por Pierce Brosnan, James Frecheville, Anna Friel, Stefanie Scott e Michael Nyqvist e foi produzido por David T. Friendly e Beau St. Clair, que foi a parceira de produção de Brosnan na empresa de produção Irish DreamTime antes de sua morte. O filme foi lançado em 23 de setembro de 2016, com um lançamento limitado e em vídeo sob demanda.

## Sinopse
Mike Regan é um magnata da aviação que vive em uma casa inteligente de ponta, cheia de tecnologia moderna, com sua esposa Rose e a filha de 17 anos Kaitlyn. A empresa de Mike está desenvolvendo um aplicativo chamado "Omni Jet", que aumentará os negócios enquanto a empresa aumenta o capital financeiro necessário com uma oferta de ações. No entanto, exige a aprovação da Comissão de Títulos e Câmbio dos Estados Unidos (SEC).
Na empresa, Mike conhece Ed Porter, um consultor de tecnologia da informação (TI) de 28 anos e o chama para consertar o sinal Wi-Fi de sua casa, que sua filha reclama é lenta. Porter também atualiza o Sistema de Posicionamento Global (GPS) no carro de Mike e alega que ele também trabalhou na Agência de Segurança Nacional (NSA) e participou de um exercício militar em Kandahar.
Porter conhece Kaitlyn e inicia um relacionamento com ela através das mídias sociais, mas Mike o despede depois que Kaitlyn convida Porter para entrar em casa; isso encerra sua promissora carreira na empresa. Devastado, Porter começa a acessar remotamente os dados privados de Mike e sua casa, enquanto os monitora secretamente através das câmeras e dispositivos de segurança em toda a casa inteligente. Ele também espia Kaitlyn e secretamente a grava se masturbando no chuveiro.
Porter envia e-mails falsos aos clientes de Mike e à SEC, ameaçando a sobrevivência da empresa. Ele também assume o controle total da tecnologia da casa, o que deixa a família aterrorizada. Ele usa um email spoofing para enviar resultados falsos de mamografia para Rose, dizendo que ela deu positivo para câncer de mama. Rose está extremamente angustiada, mas seus resultados foram realmente negativos, de acordo com o médico assistente. Depois que Mike percebe que Porter fez isso, ele ataca Porter e ameaça matá-lo se ele não ficar longe de sua família.
Porter então envia o vídeo de Kaitlyn se masturbando on-line, imediatamente chamando a atenção de seus colegas de escola; ela está mortificada e culpa o pai por instalar a tecnologia na casa deles. Irritado, Mike dirige-se para ver Porter, mas ele também está sendo monitorado por Porter, que zomba dele através do sistema de navegação do carro e envia o vídeo. Porter, então, ativa remotamente o sistema de freio do carro, atingindo um caminhão parado nas proximidades e destruindo o carro.
Mike pede ajuda a Henrik, um especialista em TI, que diz que Mike deve destruir toda a tecnologia inteligente da casa e excluir seus e-mails, contas bancárias e arquivos de computador. Henrik explica que o nome verdadeiro de Porter é Richard Edward Portman e que seu pai se suicidou quando ele tinha seis anos de idade. Ele também revela que nunca trabalhou para a NSA, como alegou, e a fotografia dele com soldados em Kandahar era falsa. Para permitir que Mike obtenha evidências do apartamento de Porter, Henrik cria uma distração roubando o telefone de uma garçonete em uma cafeteria com quem Porter está obcecado e mandando mensagens para Porter, dizendo para ele vir à cafeteria. Enquanto Porter se foi, Mike consegue entrar em seu apartamento e roubar vários pen drives contendo evidências, escapando assim que Porter retorna ao seu apartamento depois de perceber que era uma diversão. Porter percebe que o homem mascarado que viu em seu apartamento era Mike, então ele o acusa de agressão, levando a polícia a prender Mike ao tentar fornecer as evidências dos pen drives à polícia.
Depois de ser libertado, Mike volta para casa e encontra Kaitlyn e Rose amarradas e amordaçadas por Porter, que as mantém sob a mira de uma arma. Logo depois, segue-se uma luta; Porter atira em uma janela e Mike dá um soco em Porter, que bate na cabeça enquanto Mike segura a arma no peito, mas Rose implora a Mike para não matá-lo.
Algum tempo depois, os funcionários da empresa aplaudem Mike e sua família pelo desenvolvimento bem-sucedido do aplicativo e sua casa é restaurada.

## Elenco
- Pierce Brosnan como Mike Regan
- James Frecheville como Ed Porter
- Anna Friel como Rose Regan
- Stefanie Scott como Kaitlyn Regan
- Michael Nyqvist como Henrik
- Adam Fergus como Sullivan[4]
- Jason Barry como Patrick
- Clare-Hope Ashitey como Joan
- Brian Mulvey como George
- Austin Swift como Lance[5]

## Produção
O filme foi anunciado pela primeira vez em outubro de 2013 como um thriller de vingança, com Pierce Brosnan na liderança do projeto. Foi programado para ser financiado pela Voltage Pictures e dirigido por Stefano Sollima. Em agosto de 2014, foi revelado que John Moore havia substituído Sollima como diretor do filme e encomendou uma reescrita completa do roteiro por William Wisher. Stefanie Scott foi escalada em abril de 2015 como filha do personagem de Brosnan, e que o filme começaria a ser filmado em junho mais tarde naquele ano, na Irlanda. Um mês depois (em maio), foi relatado que Anna Friel havia se juntado ao elenco como esposa do personagem de Brosnan e que James Frecheville interpretaria o jovem antagonista. Michael Nyqvist entrou no projeto alguns dias depois. É o último filme produzido por Beau St. Clair antes de ela morrer de câncer ovariano. A filmagem principal começou em 25 de junho de 2015 e terminou em 29 de julho de 2015.

## Lançamento
RLJ Entertainment adquiriu os direitos de distribuição norte-americanos do filme e teve como objetivo lançá-lo em um número limitado de cinemas, e em vídeo sob demanda, em setembro de 2016. O trailer de cinema do filme estreou em agosto de 2016.

## Recepção
I.T. recebeu críticas negativas dos críticos. Na revisão do site Rotten Tomatoes, o filme tem uma classificação de 9% de aprovação com base em 43 comentários e uma classificação média de 3,4 de 10. No Metacritic, o filme tem uma pontuação de 27 em 100 com base em 9 revisões, indicando "revisões geralmente desfavoráveis".